# ملعب دون فالي
ملعب دون فالي (بالإنجليزية: Don Valley Stadium)‏ هو ملعب كرة قدم في شيفيلد بإنجلترا. فُتح عام 1990 بتكلفة 29 مليون جنيه إسترليني، يتسع الملعب إلى 10000 متفرج.